# میکی جی
میکی جی (انگلیسی: Mickey G.؛ زاده ۹ نوامبر ۱۹۵۹) یک بازیگر پورنوگرافی است.